# Profleksion
Profleksion er, i modsætning til refleksion, at handle fremadrettet på vores mønstre. 
Via refleksion opbygger man erfaring og forståelse for sine handlinger. Refleksion er et feedbackkredsløb over den udførte handling. Formålet med refleksion er at kalibrere memorering i forhold til handlingen. Denne kalibrering af vores forforståelse og mulige genkaldelse af erfaringer i fremtidige handlesituationer er refleksionens væsen. Hvis vi vil være innovative og kreative i vores handlinger, så må vi erstatte denne ’re’ proces med en ’pro’ proces – en profleksion.